# أبو منجل مقدس إفريقي

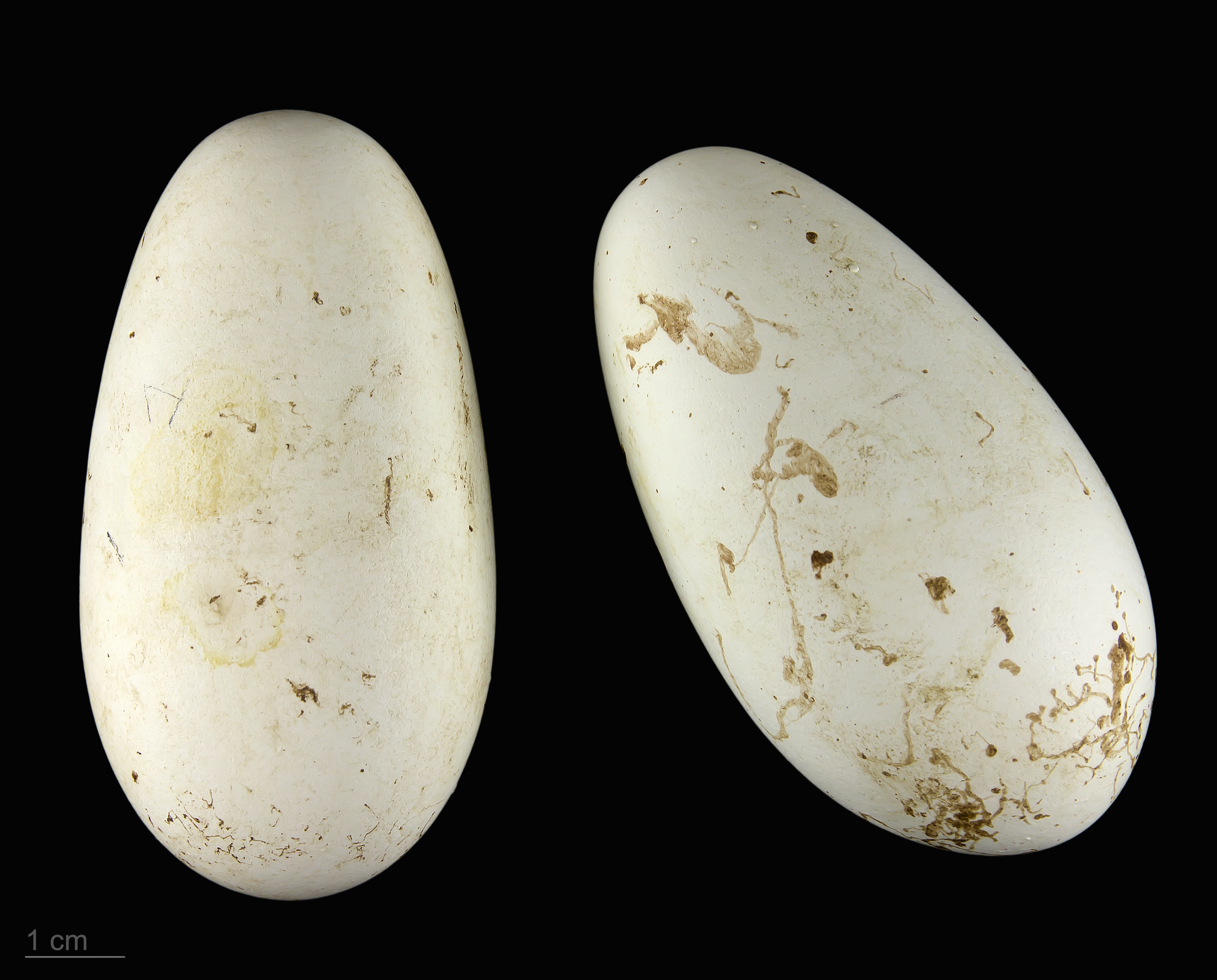
Threskiornis aethiopicus

أبو منجل المقدس الأفريقي  أو أبو منجل المقدس (Threskiornis aethiopicus) هو نوع من الطيور التي تنتمي لجنس أبو ملعقة الذي ينتمي إلى عائلة أبو منجليات، ويتواجد بجنوب الصحراء وجنوب شرق العراق وسابقا في مصر حيث كان يرمز ويبجل له أثناء عملية التحنيط باعتباره رمزا لإله الموت تحوت لدى قدماء المصريين، كما أنه يتواجد بكل من فرنسا وإيطاليا وإسبانيا والولايات المتحدة.
- وغالبا ما تجدها تعشش بالقرب من طيور أخرى كمالك الحزين ويصنع أعشاشه من العصي وكثير من الأحيان من الباوباب، يضع 2-3 بيوض. ويفضل غالبا الأراضي الرطبة والمستنقعات والمسطحات الطينية ،سواء الداخلية أو على الساحل.

ويتغذى على الأسماك المختلفة، والضفادع، والثدييات الصغيرة والزواحف والطيور الصغيرة، وكذلك الحشرات.
- يعتبر لون ريشها في الغالب أبيض اللون وريش الذيل والوجه أسود اللون كما أن سيقانها سوداء اللون ومنقارها أيضا.
- هذا الطائر هو عادة صامت ولكنها تصدر بعض الأصوات.

## أبو منجل المقدس في الديانة المصرية القديمة
- كان يُمثل الإله تحوت في هيئة أبو منجل المقدس وكان أبو منجل المقدس له مكانة خاصة عند المصريين القدماء